# Copa América 1924
De Copa América 1924 (eigenlijk Zuid-Amerikaans voetbalkampioenschap 1924, want de naam Copa América werd pas vanaf 1975 gedragen) was een toernooi gehouden in Montevideo, Uruguay van 12 oktober tot 2 november 1924.
Er was geen kwalificatie voor het toernooi. De landen die meededen waren Argentinië, Chili, Paraguay en Uruguay. Brazilië trok zich terug.

## Deelnemende landen
| Land            | Aantal deelnames | Huidig aantal deelnames op rij | Vorige deelname |
| --------------- | ---------------- | ------------------------------ | --------------- |
| Argentinië      | 8ste             | 8                              | 1923            |
| Chili           | 6de              | 1                              | 1922            |
| Paraguay        | 4de              | 4                              | 1923            |
| Uruguay (g) (t) | 8ste             | 8                              | 1923            |

- (g) = gastland
- (t) = titelverdediger

## Stadion
| Montevideo                                     | · Montevideo |
| Estadio Gran Parque Central Capaciteit: 20.000 | · Montevideo |
|                                                | · Montevideo |

## Scheidsrechters
De organisatie nodigde in totaal 5 scheidsrechters uit voor 6 duels. Tussen haakjes staat het aantal gefloten duels tijdens de Copa América 1924.

## Eindstand
| Land       | Wed | Win | Gel | Ver | DV | DT | +/− | Pnt |
| ---------- | --- | --- | --- | --- | -- | -- | --- | --- |
| Uruguay    | 3   | 2   | 1   | 0   | 8  | 1  | +7  | 5   |
| Argentinië | 3   | 1   | 2   | 0   | 2  | 0  | +2  | 4   |
| Paraguay   | 3   | 1   | 1   | 1   | 4  | 4  | 0   | 3   |
| Chili      | 3   | 0   | 0   | 3   | 1  | 10 | –9  | 0   |

## Wedstrijden
Elk land moest een wedstrijd spelen tegen elk ander land. De puntenverdeling was als volgt:
- Twee punten voor winst
- Één punt voor gelijkspel
- Nul punten voor verlies

|                                    |            |       |          |                                                         |
| 12 oktober 1924 «onderlinge duels» | Argentinië | 0 – 0 | Paraguay | Parque Central, Montevideo Scheidsrechter: Angel Minoli |
| 12 oktober 1924 «onderlinge duels» |            |       |          | Parque Central, Montevideo Scheidsrechter: Angel Minoli |

|                                    |                                              |       |       |                                                         |
| 19 oktober 1924 «onderlinge duels» | Uruguay                                      | 5 – 0 | Chili | Parque Central, Montevideo Scheidsrechter: Eduardo Jara |
| 19 oktober 1924 «onderlinge duels» | Petrone 40', 53', 88' Zingone 73' Romano 78' |       |       | Parque Central, Montevideo Scheidsrechter: Eduardo Jara |

|                                    |                     |       |       |                                                         |
| 25 oktober 1924 «onderlinge duels» | Argentinië          | 2 – 0 | Chili | Parque Central, Montevideo Scheidsrechter: Angel Minoli |
| 25 oktober 1924 «onderlinge duels» | Sosa 5' Loyarte 78' |       |       | Parque Central, Montevideo Scheidsrechter: Angel Minoli |

|                                    |                                |       |                 |                                                           |
| 26 oktober 1924 «onderlinge duels» | Uruguay                        | 3 – 1 | Paraguay        | Parque Central, Montevideo Scheidsrechter: Alberto Parodi |
| 26 oktober 1924 «onderlinge duels» | Petrone 28' Romano 37' Cea 53' |       | Urbita Sosa 77' | Parque Central, Montevideo Scheidsrechter: Alberto Parodi |

|                                    |                             |       |                   |                                                           |
| 1 november 1924 «onderlinge duels» | Paraguay                    | 3 – 1 | Chili             | Parque Central, Montevideo Scheidsrechter: Servando Pérez |
| 1 november 1924 «onderlinge duels» | González 15', 52' López 33' |       | David Arellano 6' | Parque Central, Montevideo Scheidsrechter: Servando Pérez |

|                                    |         |       |            |                                                         |
| 2 november 1924 «onderlinge duels» | Uruguay | 0 – 0 | Argentinië | Parque Central, Montevideo Scheidsrechter: Carlos Fanta |
| 2 november 1924 «onderlinge duels» |         |       |            | Parque Central, Montevideo Scheidsrechter: Carlos Fanta |

|                   |
| Vlag van Uruguay  |
| URUGUAY 5de titel |

## Doelpuntenmakers
4 doelpunten
- Petrone

2 doelpunten
- I. López

- Rivas

- Romano

1 doelpunt
- Sosa
- Loyarte

- Arellano
- Cea

- Zingone

1916 · 
1917 · 
1919 · 
1920 · 
1921 · 
1922 · 
1923 · 
1924 · 
1925 · 
1926 · 
1927 · 
1929 · 
1935 · 
1937 · 
1939 · 
1941 · 
1942 · 
1945 · 
1946 · 
1947 · 
1949 · 
1953 · 
1955 · 
1956 · 
1957 · 
1959 · 
1959 · 
1963 · 
1967 · 
1975 · 
1979 · 
1983 · 
1987 · 
1989 · 
1991 · 
1993 · 
1995 · 
1997 · 
1999 · 
2001 · 
2004 · 
2007 · 
2011 · 
2015 · 
2016 ·
2019 ·
2021 ·
2024